# إطلاق النار الجماعي في الولايات المتحدة

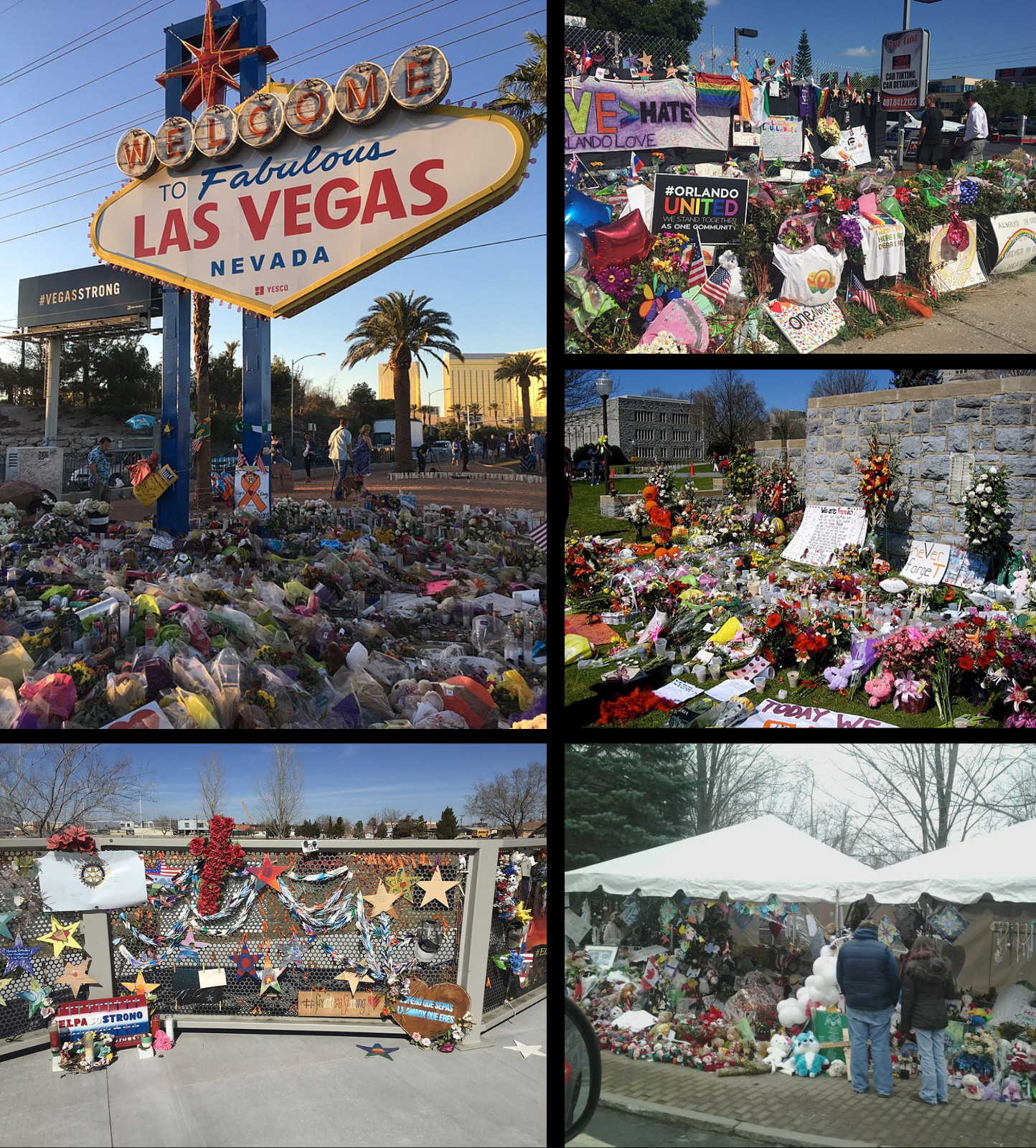

تنطوي حوادث إطلاق النار الجماعي على وقوع عديد من ضحايا العنف المرتبط بالأسلحة النارية. هناك خلاف حول المعايير المحددة لاعتبار حادث ما إطلاق نار جماعي، وليس هناك تعريف شامل مقبول. يشتمل أحد التعريفات على فعل عنف عام باستخدام الأسلحة النارية، -باستثناء أعمال القتل بين العصابات، أو العنف المنزلي، أو الأعمال الإرهابية التي ترعاها منظمة ما- حيث يقتل مطلق النار أربع ضحايا على الأقل. باستخدام هذا التعريف، وجدت إحدى الدراسات أن نحو ثلث حوادث إطلاق النار الجماعي في العالم بين عامي 1966 و2012 (90 من أصل 292 حادثًا) حصلت في الولايات المتحدة. باستخدام تعريف مماثل، سجلت صحيفة واشنطن بوست 163 حادثة إطلاق نار جماعي في الولايات المتحدة بين عامي 1967 ويونيو 2019.
تعاني الولايات المتحدة من حوادث إطلاق نار جماعي أكثر من أي بلد آخر. غالبًا ما يموت الجناة إما انتحارًا بعد الحادث، أو يقيدون أو يقتلون على يد القوات الأمنية، أو على يد مدنيين مسلحين أو عزّل. شكلت حوادث إطلاق النار الجماعي أقل من 0.2% من نسب جرائم القتل في الولايات المتحدة بين عامي 2000 و2016.

## تعريفات
لا يوجد تعريف محدد لإطلاق النار الجماعي في الولايات المتحدة. يعرف قانون المساعدة في التحقيق في جرائم العنف لعام 2012، الذي وُقع في يناير 2013، القتل الجماعي على أنه حادث يسفر عن وقوع ثلاث ضحايا على الأقل، باستثناء الجاني. في عام 2015، في حين أن جهاز خدمة أبحاث الكونغرس لا يقدم تعريفًا لإطلاق النار الجماعي، إلا أنه يعرف حوادث إطلاق النار الجماعي العامة -لغرض تقريره المعنون «القتل الجماعي بالأسلحة النارية»- على أنه «حادث قتل متعدد أدى إلى مقتل أربعة أو أكثر من الضحايا بأسلحة نارية في حدث واحد، وفي موقع واحد أو أكثر على مقربة شديدة». يقول جهاز خدمة أبحاث الكونغرس أن تقريره «يحاول صقل المفهوم العريض نسبيًا لإطلاق النار الجماعي إلى صيغة أدق: إطلاق النار الجماعي العام». يشير التعريف حسب «أرشيف العنف المسلح» إلى الحادث على أنه «إطلاق النار على أربعة أشخاص أو أكثر أو قتلهم، دون أن يشمل ذلك الجاني». كثيرًا ما تستخدم وسائل الإعلام والصحافة والمنظمات غير الربحية التعريف الأخير.

## معدل الحدوث
تشير بعض الدراسات إلى أن معدل حدوث عمليات إطلاق النار الجماعي قد تضاعف ثلاث مرات منذ عام 2011. بين عامي 1982 و2011، كان إطلاق النار الجماعي يحدث مرة واحدة كل 200 يوم تقريبًا. إلا أن هذا المعدل زاد في تسارعه كثيرًا ليصل في الفترة الأخيرة بين عامي 2011 و2014 إلى حادث واحد على الأقل كل 64 يومًا في الولايات المتحدة.
حصل انخفاض بنسبة 50% تقريبًا فيما يخص جرائم القتل بالأسلحة النارية في البلد عمومًا منذ عام 1993. يعزى الانخفاض في جرائم القتل بالأسلحة النارية إلى تحسن دور الأجهزة الأمنية، وتحسن الاقتصاد، وإلى عوامل بيئية مثل إزالة الرصاص من البنزين.
حسب التعريف المستخدم في «أرشيف العنف المسلح»، حصلت 417 حادثة إطلاق نار جماعي بحلول نهاية عام 2019؛ وبحلول نهاية عام 2020، كان عدد القتلى قد بلغ 611؛ وبحلول نهاية عام 2021، بلغ العدد 693. بحلول منتصف مايو 2021، كان هناك 10 حالات إطلاق نار جماعي في الأسبوع في المتوسط؛ وبحلول منتصف مايو 2022، كان هناك ما مجموعه 198 عملية إطلاق نار جماعي في الأسابيع 19 الأولى من السنة، وهو ما يمثل 11 عملية إطلاق نار جماعي في الأسبوع. بموجب التعريف الأكثر دقة الذي تستخدمه هيئات إنفاذ القانون وتتبع الجرائم، وقعت عشر عمليات إطلاق نار جماعي في عام 2019، واثنتان في عام 2020، وست عمليات في عام 2021.